# 스팅 (프로레슬링 선수)
스팅(영어: Sting, 1959년 3월 20일)는 미국의 남자 프로레슬링선수다. 본명은 스티브 보든(영어: Steve Borden)이다. 프로레슬링 세계에서는 WCW에서의 언더테이커 같은 존재이다. 그는 TNA 1호 명예의 전당 헌액자이며 현재는 AEW 소속이다. 키는 188cm 몸무게는 113kg이다.

## WWE 시절(2014년 ~ 2020년)
서바이버 시리즈 직전에 스팅이 서바이버 시리즈를 통해 데뷔할 것이라는 루머가 퍼져나왔으나 WWE가 WWE 네트워크 가입자 수를 늘리기 위해 일부러 흘린 루머가 아니냐는 이야기도 나왔다.
2014년 11월 23일 미국 미주리주 세인트루이스 스캇트레이드 센터에서 열린 2014 서바이버 시리즈 메인 이벤트인 팀 시나(Team Cena, 존 시나 돌프 지글러 빅 쇼 에릭 로완 라이백) vs 팀 어소리티(Team Authority 세스 롤린스 케인 루세프 마크 헨리 루크 하퍼) 일리미네이션 태그팀 경기에 등장하여 경기 중에 난입한 트리플 H에게 스콜피온 데스드랍을 날린 후 세스 롤린스 위에 돌프 지글러를 올려 놓은 후 경기장을 떠났다. 그리고 얼마후 페스트 레인에서 트리플 H가 그와 레슬매니아에서 붙자고 대립을 받아드려 결국 싱글매치에서 대결이 시작하는 그때 WWE의 스테이블이었던 D-제너레이션 X의 방해하다가 때마침 WCW의 전설 스테이블이었던 nwo의 등장으로 스테이블들과의 결투와 도움을 썼지만 결국에는 졌다. 그나마 트리플 H는 최고였다고 인정하여 악수로 대립이 종료되었다. 그 다음날 RAW에서 두개의 챔피언을 달았던 세스 롤린스와 월드 훼비웨이트 챔피언쉽 대립을 시작하였고 WWE 나이트 오브 챔피언스에서 WWE 유나이티드 스테이츠 챔피언십은 존 시나와 따로 붙었고 마지막에 쟁탈전의 대전이 시작했으나 지고 말았다. 현재는 WWE를 은퇴하고 2016 WWE 명예의전당에 헌액되었다.

## AEW 이적 (2020년 12월 ~ )
윈터 이즈 커밍 특집 다이너마이트를 통해 올 엘리트 레슬링으로 이적한다.

## 챔피언 경력
- UWF 월드 태그팀 챔피언 3회 - 에디 길버트 (2회), 릭 스타이너 (1회)
- NWA 월드 헤비웨이트 챔피언 2회
- NWA 월드 텔레비전 챔피언 1회
- WCW 월드 헤비웨이트 챔피언 6회
- WCW 인터내셔널 월드 헤비웨이트 챔피언 2회
- WCW 유나이티드 스테이츠 챔피언 2회
- WCW 월드 태그팀 챔피언 3회 - 렉스 루거 (1회), 더 자이언트 (1회), 케빈 내쉬 (1회)
- 3대 WCW 트리플 크라운 챔피언
- WWA 월드 헤비웨이트 챔피언 1회
- TNA 월드 헤비웨이트 챔피언 4회
- TNA 월드 태그팀 챔피언 1회 - 커트 앵글 (1회)
- 2012년 TNA 명예의 전당 헌액자
- 2016년 WWE 명예의 전당 헌액자
- AEW 월드 태그팀 챔피언 1회 - 다비 알린 (1회)

## 참조
1. ↑  스팅 드디어 WWE 데뷔 30년을 기다렸다 - 뉴스엔